# Zvjezdane staze
Zvjezdane staze (eng. Star Trek) američka je znanstveno-fantastična serija nastala 60-ih godina. Tvorac Zvjezdanih staza je producent Gene Roddenberry. Na osnovu originalnih serija iz 1966. godine nastalo je još jedanaest serija (od toga tri animirane) i trinaest filmova, mnoštvo računalnih igara i knjiga.
Serija promiče idiličnu budućnost u kojoj su ljudi i druge rase koje su dostigle stupanj razvoja koji omogućuje putovanje brzinama bržim od svjetlosti (tzv. Warp pogon) udružili u Ujedinjenu Federaciju Planeta, organizaciju nalik međuplanetarnim Ujedinjenim narodima.
Radnja se odvija u rasponu od 21. do 24. stoljeća.
Zvjezdane staze upućuju na probleme iz stvarnog života, kao što su rat, borbe za prevlast, imperijalizam, razlike u klasama, kršenje ljudskih prava, rasna diskriminacija i neravnopravnost prema spolovima.
Iako u svojoj bazi ima događaje iz stvarne povijesti (npr. Drugi svjetski rat), spominju se i događaji koji se nisu zbili kao što su Eugenski ratovi iz 1997. (koji se očito nisu vodili). Razlog tome je duga povijest Zvjezdanih staza u kojim je tvorac Roddenberry predviđao neke događaje koje se nisu zbili, ali i uzeo u obzir događaje koji su se zbili prije njegovog stvaranja serije.
Zvjezdane staze su nagrađene raznim nagradama, uključujući 33 Emmyja,[N 2] 5 Hugo nagrada,[N 3] razne Saturn nagrade i jednog Oscara od 14 nominacija dobivenih filmovima.

## Serije

### Zvjezdane staze: Originalna serija(Star Trek: The Original Series) (1966. − 1969.)
Zvjezdane staze prvi put su prikazane 8. rujna 1966. godine u SAD-u na američkoj televizijskoj kući NBC.
Serija je pratila pustolovine posade međuzvjezdanog broda Enterprisea pod zapovijedništvom kapetana Jamesa Tiberiusa Kirka (William Shatner). Ostali članovi posade su: prvi časnik Spock (Leonard Nimoy), strojar Scotty (James Doohan), doktor McCoy (DeForest Kelley), kormilar Hikaru Sulu (George Takei), Pavel Chekov (Walter Koenig) i časnica za komunikacije Uhura (Nichelle Nichols).
Posada je bila na petogodišnjem zadatku istraživanja svemira. Za vrijeme zadatka nailaze na mnoge pustolovine, živa bića i anomalije u svemiru.

### Zvjezdane staze: Nova generacija(Star Trek: The Next Generation) (1987. − 1994.)
Radnja Nove generacije događa se 90 godina poslije radnje prvotnih Zvjezdanih staza. Serija prati novi brod, Enterprise-D pod zapovjedništvom kapetana Jean-Luca Picarda (Patrick Stewart). Premijera serije bila je 28. rujna 1987. godine, trajala je 7 sezona i završila je 23. svibnja 1994. godine.
Serija je uvela nove zanimljive i raznolike likove kao što su klingonski časnik Worf i android Data.
Uvedene su i nove tehnologije od kojih su najznačajniji holodeci, prostorije koje na osnovu holografske tehnologije simuliraju trodimenzionalne objekte. Mnogi smatraju kako je Nova generacija najbolji serijal Zvjezdanih staza.

### Zvjezdane staze: Deep Space Nine(Star Trek: Deep Space 9) (1993. − 1999.)
Ova serija odvija se u istom vremenskom periodu kao i radnja Nove generacije.
Za razliku od prošlih serijala, radnja DS9-a ne odvija se na brodu, nego na svemirskoj postaji Deep Space 9. Zapovjednik Benjamin Sisko kojeg je Federacija poslala da zapovijeda postajom nakon rata s Karadasijancima. Postaja se nalazi u blizini planeta Bajora, čija su prirodna bogatstva do krajnjih granica iskoristili Kardasijanci, te nakon toga ostavili planet na milost i nemilost. Na DS9 poslana je i bojnica Kira, predstavnica Bajoranaca.
Ubrzo je otkrivena crvotočinu koja vodi u Gama kvadrant, što za posljedicu ima početak ekonomskog procvata Bajora, nakon godina i godina stagnacije. U radnji se govori o posljedicama dugoročne kardasijske okupacije planeta Bajora, a kasnije se pojavljuje i novi neprijatelj, velesila Dominion, koja vlada Gama kvadrantom te uskoro izbija opći rat u kojem saveznici Alfa kvadranta u početku trpe poraze od Dominija, na čiju stranu staju i Kardasijanci. DS9 je definitivno "najdublji" serijal, s naglaskom na odnosima između likova, te razvijanju njihovih karaktera. Mnogi je zbog te činjenice nazivaju i Star Trek sapunicom. Naravno, u pozitivnom smislu.

### Zvjezdane staze: Voyager(Star Trek: Voyager) (1995. − 2001.)
Ovo je prva serija u kojoj je kapetan broda žena. Kapetanica Kathryn Janeway i posada broda Voyager pokušavaju se vratiti kući u Alfa kvadrant nakon što ih je biće "Skrbnik" prebacilo 70 000 svjetlosnih godina od kuće, u udaljeni Delta kvadrant. Posada Voyagera često dolazi u sukobe s rasama Delta kvadranta, ali stvara i nove prijatelje. Također, u početku (1. i djelomice 2. sezona) dolazi i do unutrašnjih sukoba među članovima posade. No, posada je prisiljena djelovati složno i zajednički, jer je to jedini način da prežive na nepoznatom teritoriju. Neizostavni dio serijala je Borg, agresivni i nemilosrdni vladar tog kvadranta.
Od ostalih likova zapaženiji su prvi časnik Chakotay, bivša Borg radilica Sedma od Devet (Jeri Ryan) i medicinski hologram poznat kao Doktor.
Mnogi zamjeraju Voyageru zbog mnogo tzv. technobabblea, odnosno pretjeranog korištenja nebuloznih tehnoloških fraza koje samo narušavaju gledanost. Na kraju serijala, posada Voyagera uspješno se vraća kući, nakon 7 godina putovanja (2378.), iako uz malu pomoć kapetanice Janeway iz budućnosti (7. sezona, dvodijelna epizoda Endgame, dio 1 i 2).

### Zvjezdane staze: Enterprise(Star Trek: Enterprise) (2001. − 2005.)
Iako je ovo posljednja serija ovog serijala, radnja se događa prije svih ostalih. Kapetan Jonathan Archer (Scott Bakula), zapovijeda brodom Enterpriseom NX-01, ponosom Zemljana. To je prvi zemaljski brod sposoban za brzinu warp 5, što ga čini i prvim brodom sposobnim za komforna međuzvjezdana putovanja. Još ne postoji Federacija i serija prikazuje događaje koji su prethodili stvaranju te organizacije. Scenaristi i producenti, te ostala ekipa koja je sudjelovala u izradi serijala, uložila je mnogo truda kako bi prikazala nastanak svih tih tehnologija (teleporteri, fazori, štitovi, univerzalni prevoditelj) koje uzimamo "zdravo za gotovo" u ostalim serijalima. Tu su i zapovjednik Tucker, isprva promatrač, a kasnije znanstvena časnica T'Pol (Jolene Blalock) s planeta Vulkana, časnica za komunikacije Hoshi Sato, kormilar Travis Mayweather te simpatični doktor Phlox (Denobulanac). Serijal prati hrabre prve kontakte posade Enterprisea s ostalim rasama i Temporalni hladni rat, a kasnije, u 3. i 4. sezoni, Enterprise sa svojom posadom pokušava spasiti zemlju od novog neprijatelja - Xindija.
Serijal je ukinut 2005. godine nakon samo četiri snimljene sezone zbog, navodne, niske gledanosti.

### Zvjezdane staze: Discovery(Star Trek: Discovery) (2017. − 2024.)
Radnja je smještena 10 godina prije originalne serije Zvjezdanih staza, a prati vođu Klingonaca T'Kuvmu koji pokušava ujediniti dvadeset i četiri velike kuće Klingonaca, što vodi ka hladnom ratu između njegove rase i Ujedinjene Federacije Planeta. U tom sukobu zateći će se i posada broda USS Discovery.

### Zvjezdane staze: Short Treks(Zvjezdane staze: Short Treks) (2018. − 2020.)
Svaka epizoda priča samostalnu radnju koja služi kao "prilika da dublje zaronite u narativ, likove i ključne teme Zvjezdanih staza: Discovery i svemir Zvjezdanih staza".

### Zvjezdane staze: Picard(Star Trek: Picard) (2020. − 2023.)
Radnja je smještena u 2399. godini i prati život Jean-Luca Picarda (Patrick Stewart) 20 godina nakon uništenja planete Romulus u filmu Zvjezdane staze: Nemesis

### Zvjezdane staze: Lower Decks(Star Trek: Lower Decks) (2020. − danas)
Radnja animirane serije je smještena 2380. godini, 16 godina nakon početka misija USS Enterprisea i godinu dana nakon događaja iz filma Zvjezdane staze: Nemesis. Serija prati avanture svemirskog broda Zvjezdane flote USS Cerritos, svemirskog broda manje važnog od ostalih koji su se pojavili u seriji Zvjezdane staze, predodređenom za rutinske operacije poput "drugog kontakta" s novim vrstama s kojima se susreću drugi federacijski svemirski brodovi. Priča se uglavnom ne usredotočuje na brojke koje zauzimaju brodski most, koji se pojavljuju kao drugorazredni likovi, već na one četiriju članova posade "donjih paluba", midshipmena: Becketta Marinera, Brada Boimlera, D'Vana Tendija i Samanthana Rutherforda.

### Zvjezdane staze: Protostar(Star Trek: Prodigy) (2021. − danas)
Animirana serija prati skupinu tinejdžera, predvođena poduzetnim Dalom R'Elom, izvanzemaljcem nepoznate vrste koji se ne sjeća tko su mu roditelji, bježe iz rudnika na asteroidu Tars Lamora, kojim zapovijedaju Diviner i robot Drednok, na kojem su zatočeni, na federacijskom svemirskom brodu USS Protostar NX-76884, koji otkrivaju da je skriven unutar samog asteroida. S njima je tu i kći Divinera, Gwyndala, koja se, vidjevši da ju je otac izdao, pridružuje skupini pobunjenika. Slijedeći slučajnu rutu, vodit će ih holografski savjetnik za obuku u obliku kapetanice Kathryn Janeway.

### Zvjezdane staze: Čudni novi svjetovi(Star Trek: Strange New Worlds) (2022. − danas)
Serija prati kapetana Christophera Pikea i posadu USS Enterprisea. Radnja serije smještena je prije Originalne serije (1966.).

### Zvjezdane staze: Starfleet Academy
Radnja je smještena u 32. stoljeće a prati prvu novu klasu kadeta Akademije Zvjezdane flote više od jednog stoljeća kako odrastaju i obučavaju se za časnike.

## Filmovi
Paramount Pictures snimili su i četrnaest filmova s temom Zvjezdanih staza.
- Zvjezdane staze 1 (Star Trek: The Motion Picture − 1979.)
- Zvjezdane staze 2: Khanov bijes (Star Trek: The Wrath of Khan − 1982.)
- Zvjezdane staze 3: Potraga za Spockom (Star Trek: The Search for Spock − 1984.)
- Zvjezdane staze 4: Putovanje kući (Star Trek: Voyage Home − 1986.)
- Zvjezdane staze 5: Zadnja granica (Star Trek: The Final Frontier − 1989.)
- Zvjezdane staze 6: Neotkrivena zemlja (Star Trek: The Undiscovered Country − 1991.)
- Zvjezdane staze 7: Generacije (Star Trek: Generations − 1994.)
- Zvjezdane staze 8: Prvi kontakt (Star Trek: The First Contact − 1996.)
- Zvjezdane staze 9: Pobuna (Star Trek: Insurrection − 1998.)
- Zvjezdane staze 10: Nemesis (2002.)
- Zvjezdane staze 11: Zvjezdane staze (2009.)
- Zvjezdane staze 12: U tami (2013.)
- Zvjezdane staze 13: S one strane (2016.)
- Zvjezdane staze 14: Odjel 31 (2025.)

## Vrste u Zvjezdanim stazama
Serijal obiluje mnogim vrstama. Ovo su neke od najvažnijih.

### Zemljani
Ljudi kao vrsta u Zvjezdanim stazama također postoje. Naime, fiktivni Treći svjetski rat gotovo je uništio cijeli život na Zemlji. Svijet je bio na samom rubu uništenja te nije izgledalo da Zemlja ima perspektivnu budućnost. No, 5. travnja 2063. dr. Zephram Cochrane sa svojim suradnicima uspješno izvodi prvi warp 1 let, što omogućuje ljudima međuzvjezdana putovanja. Jedan vulkanski brod je uočio warp trag, te se zaputio prema Zemlji. Tako je ostvaren prvi kontakt ljudske civilizacije s nekom izvanzemaljskom vrstom. Od tada pa nadalje ljudska rasa nezaustavljivo napreduje; ratovi, glad i siromaštvo iskorijenjeni su u nekoliko desetljeća te su kasnije, osnivanjem Ujedinjene Federacije Planeta ljudi postali jedna od tehnološki najrazvijenijih vrsta u Mliječnoj stazi.

### Vulkanci
Prva vrsta s kojom su ljudi došli u kontakt. Humanoidna su vrsta i dolaze s planeta Vulkana. Poznati su po tome što u svemu koriste logiku. Česta je zabluda da Vulkanci nemaju osjećaje. Oni imaju osjećaje, ali su ih naučili potiskivati. Davno je Vulkan bio planet kojim su dominirali ratovi, sve dok Surak nije shvatio da ratovi dolaze jedino od previše osjećaja. Njegova teorija o potiskivanju osjećaja i stavljanja logike na prvo mjesto preporodila je Vulkance, kako tehnološki, tako i kulturološki. Vulkanci su dio Ujedinjene Federacije Planeta. Svakih 7 godina ulaze u ritual parenja poznatiji kao Pon Farr.

### Klingonci
Klingonci su ratnička rasa. Dobri ratnici su zbog svoje fizičke snage i genetskih predispozicija (dva srca, velika pluća...). Najvažnija im je čast, a Klingonac koji je zarobljen ili se predao gubi čast i njegova sramota se prenosi na njegove potomke(narednih osam generacija). Na čelu Klingonskog carstva je car kojeg biraju članovi vijeća. U vijeće ulaze vođe najuglednijih obitelji. Najdraža oružja su im bodeži i bat'leth. Bat'leth je dvosijekli zaobljeni mač kojeg Klingonci koriste u borbi. Matični klingonski planet je Qo'noS. Jedan od njihovih najpoznatijih brodova je klasa Bird of Prey (Ptica grabljivica).

### Romulanci
Daleki rođaci Vulkanaca. Imaju iste fizičke osobine kao Vulkanci, ali za razliku od njih ne potiskuju osjećaje. Veoma su agresivna vrsta i teže prevlasti nad kvadrantom. Romulanci su prva vrsta koja je otkrila uređaj za skrivanje (cloaking device). Nekada davno Romulanci su živjeli također na Vulkanu. No, kada je Surakova filozofija koja potiče korištenje logike i potiskivanje osjećaja postala dominantna na planetu Vulkanu, skupina Surakovih neistomišljenika je otišla i nastanila se na planetima Romulusu i Remusu.
Postoji velika sličnost između Romulanaca i Rimskog Carstva. (senat, car, konzuli, dvojni planet Romulus i Remus).

### Borg
Borg je zasigurno najstrašniji i najokrutniji neprijatelj serijala. Agresivni su i teže savršenstvu i vlasti nad galaktikom i svemirom. Borg je kibernetička vrsta, što znači da se sastoje od biološkog dijela i elektroničkog dijela. Preko elektroničkog dijela povezani su u kolektiv, gdje je sve podloženo dobrobiti kolektiva, a dobrobit jedinca je zanemariva. Nekada je Borg bio normalna humanoidna vrsta, sve dok nisu shvatili da se brže mogu razvijati ako povežu sve svoje "mozgove" u Kolektiv, te tako postaju jedno biće, s jednim primarnim ciljem: asimilirati što više vrsta te sve njihovo znanje pridodati znanju Kolektiva.
Pokoravaju sve civilizacije koje im se nađu na putu tako da im u krv ubrizgaju nanosonde koje ih onda čine "robovima" kolektiva. Imaju mogućnost regeneracije.
Njihovi brodovi su građeni u obliku geometrijskih tijela (kocka, kugla, piramida). Posjeduju veoma sofisticiranu i razornu tehnologiju, poput prilagodljivih štitova protiv kojih oružje nema efekta nakon nekog vremena. Poznata je fraza: "We are the Borg. Lower your shields. Your biological and technological distinctivness will be added to our own. Resistance is futile! You will be assimilated!", što u prijevodu na hrvatski znači: "Mi smo Borg. Isključite svoje štitove. Vaše biološke i tehnološke posebnosti bit će pridodane našima. Otpor je uzaludan! Bit ćete asimilirani!"

## Zanimljivosti
- Zbog popularnosti serije u to vrijeme i peticije mnogobrojnih obožavatelja, američka svemirska agencija NASA je svoj prvi funkcionalni Space Shuttle nazvala Enterprise u spomen "Kirkova" broda Enterprise. Taj šatl, kao i model Kirkovog Enterprisea danas se nalaze u američkom Smithsonian Institution, Nacionalnom Zračnom i Svemirskom Muzeju, Washington DC.
- Mnoge tehnologije iz Zvjezdanih staza su i danas inspiracija i tema za razmišljanje za mnoge znanstvenike. Stephen Hawking je poznati obožavatelj serijala. On je napisao i predgovor za poznatu knjigu Fizika Zvjezdanih staza autora Lawrencea M. Kraussa.
- Klingonski jezik, jezik kojim se koriste Klingonci, za potrebe serije izmislio ga je Marc Okrand. Iako je broj ljudi u svijetu koji se znaju koristiti klingonskim, taj jezik je jedan od najraširenijih izmišljenih jezika. Na internetskoj tražilici Google možete odabrati da vam jezik sučelja bude klingonski.
- Link za klingonsku verziju Googlea
- Wikipedija na klingonskom

### Međuwikipoveznice
- Kronološki popis epizoda po vremenu događanja radnje
- Strip serijal o Zvjezdanim stazama
- Popis romana na temu Zvjezdanih staza
- Zvjezdane staze: II. faza nesnimljeni serijal, koji je trebao ići 1978., a nikad nije emitiran na TV-u
- Popis priča koje se vremenski nastavljaju na Zvjezdane staze: Novu generaciju
- Obožavateljski uradci na temu Zvjezdanih staza

## Vanjske poveznice
- Star Trek Centar - hrvatski Star Trek portal
- USS Croatia - hrvatska Star Trek udruga
- UFPCroatia - hrvatski Star Trek portal  Arhivirana inačica izvorne stranice od 8. ožujka 2008. (Wayback Machine)
- Memory Alpha (engl.) - wiki-enciklopedija, "referenca za sve povezano sa Star Trekom"
- Memory Beta (engl.) - neslužbena wiki-enciklopedija o Star Trek franšizi